# 忘記悲傷的方法 Documentary of 乃木坂46
《忘記悲傷的方法 Documentary of 乃木坂46》（日语：悲しみの忘れ方 Documentary of 乃木坂46），2015年日本紀錄片，以日本大型女子組合乃木坂46為主題。這部電影於2015年7月10日於日本全國上映。

## 簡介
2014年12月14日，乃木坂46在東京有明競技場舉行「Merry X'mas Show 2014」聖誕演唱會，期間在會場中公布乃木坂46的首部紀錄片將於來年上映，暫定片名為《DOCUMENTARY of 乃木坂46》。2015年2月，特報影片上載至YouTube，公開了電影的小部份片段。雖然原定在2015年5月上映，但發行商東寶以「因有人希望追加拍攝材料，現今仍在拍攝中」為由將上映日期推遲至7月10日，同時亦公布片名正式定為《忘記悲傷的方法 Documentary of 乃木坂46》。
紀錄片由丸山健志執導，他曾參與製作乃木坂46第1張單曲《窗簾圍繞》至第10張單曲《第幾次的藍天？》的音樂錄影帶。主題曲為跟電影同名的《忘記悲傷的方法》，收錄在第13張單曲《此刻，想說話的對象》Type-C內。
電影在2015年7月10日起於日本全國46間院線上映。上映首兩天共有29551人進場觀看，票房收入約4560萬2400日圓，在該週末上映的電影裏排第九。
上映後，這部電影的BD和DVD於同年11月18日發行。BD套裝在發行首星期的銷量約為2.0萬張，在11月30日的Oricon公信榜的BD排行榜上排第4名、BD日本電影中排第1名。因銷量超過彩虹樂團（L'Arc〜en〜Ciel）《DOCUMENTARY FILMS ～WORLD TOUR 2012～「Over The L'Arc～en～Ciel」》的1.8萬張，成為截至當時為止BD銷量最高的日本音樂藝人紀錄片。DVD亦在首星期賣出8393張，Oricon公信榜DVD榜上排第3名。

## 製作人員
- 導演：丸山健志
- 企劃：秋元康
- 監製：村松俊亮、北川謙二、大田圭二、秋元伸介、吉成夏子、井上啟輔
- 執行製作人：窪田康志
- 製作人：石原真（日语：石原真）、今野義雄、吉澤佳寬、磯野久美子、松村匠、牧野彰宏、堀江誠己
- 前線製作人：金森孝宏、渡邊洋朗
- 音樂：
- 主題曲：乃木坂46《忘記悲傷的方法》
- 攝影：神戶千木（日语：神戸千木）
- 錄音：久連石由文
- 影像編輯：丸山健志、中里耕介
- 製作：North River（[註 1]）
- 協助製作：PARADE Tokyo（パレード・トウキョウ）
- 發行：東寶映像事業部

參考來源：「DOCUMENTARY of 乃木坂46」製作委員会 

## 外部連結
- 官方網站 （页面存档备份，存于）（日語）
- 忘記悲傷的方法 Documentary of 乃木坂46的X（前Twitter）
- 忘記悲傷的方法 Documentary of 乃木坂46的Facebook專頁